# 4 (Foreigner)
| Recensione | Giudizio |
| ---------- | -------- |
| AllMusic   |          |

4, conosciuto anche come Foreigner 4, è il quarto album in studio del gruppo anglo-statunitense Foreigner, pubblicato nel luglio del 1981 dalla Atlantic Records. Ha avuto un successo immediato negli Stati Uniti, restando al primo posto della Billboard 200 per un totale di 10 settimane. Il disco complessivamente ha venduto oltre sette milioni di copie nei soli Stati Uniti.
L'album ha prodotto diversi singoli di successo tra cui Urgent, Waiting for a Girl Like You e Juke Box Hero.

## Il disco
L'album doveva originariamente intitolarsi Silent Partners e successivamente è stato cambiato in 4. Nel 1981, venne chiamato il rinomato studio fotografico Hipgnosis per realizzare una copertina basata sul titolo originario dell'album, e questi svilupparono un'immagine in bianco e nero che ritraeva un giovane uomo a letto e un paio di binocoli sospesi sopra la sua testa che lo osservano mentre dormiva. L'idea venne respinta dalla band poiché ritenuta "troppo omosessuale". La copertina sostitutiva di 4 venne realizzata da Bob Defrin, ma nonostante ciò lo studio Hipgnosis appare ancora accreditato alla direzione artistica nei crediti dell'album.
L'album ha segnato il passaggio definitivo della band a uno stile maggiormente orientato all'hard rock, intrapreso nel precedente Head Games. Sia Ian McDonald che Al Greenwood lasciarono i Foreigner prima dell'inizio delle registrazioni del nuovo album. Il gruppo, passato da sestetto a quartetto e in prossimità di registrare il suo quarto album, decise per cui di utilizzare il semplice titolo di 4, che presentava tra l'altro una certa somiglianza fonetica con il nome Foreigner. McDonald e Greenwood, che suonavano rispettivamente il sassofono e le tastiere, vennero sostituiti da alcuni musicisti turnisti, tra cui Junior Walker, che esegue l'assolo di sassofono nella traccia Urgent, ed un giovane Thomas Dolby, che avrebbe in seguito avuto una carriera solista di successo. Tutte le canzoni dell'album sono accreditate a Mick Jones e/o Lou Gramm.

## Tracce
1. Night Life – 3:51 (Mick Jones, Lou Gramm)
2. Juke Box Hero – 4:20 (Gramm, Jones)
3. Break It Up – 4:13 (Jones)
4. Waiting for a Girl Like You – 4:53 (Jones, Gramm)
5. Luanne – 3:28 (Gramm, Jones)
6. Urgent – 4:32 (Jones)
7. I'm Gonna Win – 4:53 (Jones)
8. Woman in Black – 4:46 (Jones)
9. Girl on the Moon – 3:53 (Jones, Gramm)
10. Don't Let Go – 3:51 (Jones, Gramm)

Tracce bonus della ristampa del 2002, registrate nel 1999
1. Juke Box Hero (Versione semi-acustica) – 3:06
2. Waiting for a Girl Like You (Versione semi-acustica) – 2:50

## Formazione
- Lou Gramm – voce, percussioni
- Mick Jones – chitarra, tastiere, cori
- Rick Wills – basso, cori
- Dennis Elliott – batteria, cori

### Altri musicisti
- Hugh McCracken – slide guitar nella traccia 9
- Thomas Dolby – sintetizzatori principali
- Larry Fast – sintetizzatori sequenziali nelle tracce 2, 3 e 10
- Michael Fonfara – tastiere nelle tracce 6 e 9
- Bob Mayo – tastiere nella traccia 4
- Mark Rivera – sassofono nelle tracce 6 (eccetto l'assolo) e 3, cori
- Junior Walker – assolo di sassofono nella traccia 6
- Ian Lloyd – cori
- Robert John "Mutt" Lange – cori

### Produzione
- Robert John "Mutt" Lange e Mick Jones – produzione
- Dave Wittman e Tony Platt – registrazione e ingegneria del suono
- Brad Samuelsohn, Edwin Hobgood, Michel Sauvage – ingegneria del suono (assistenti)
- George Marino – mastering presso lo Sterling Sound di New York